# Typhlodromalus rosayroi
Typhlodromalus rosayroi är en spindeldjursart som beskrevs av Denmark och Muma 1978. Typhlodromalus rosayroi ingår i släktet Typhlodromalus och familjen Phytoseiidae. Inga underarter finns listade i Catalogue of Life.